# سد حربقه
سد حربقه (به عربی: سد خربقة) یک سد و منطقهٔ مسکونی در سوریه است که در بیابان شام واقع شده‌است.